# Turbosprężarka

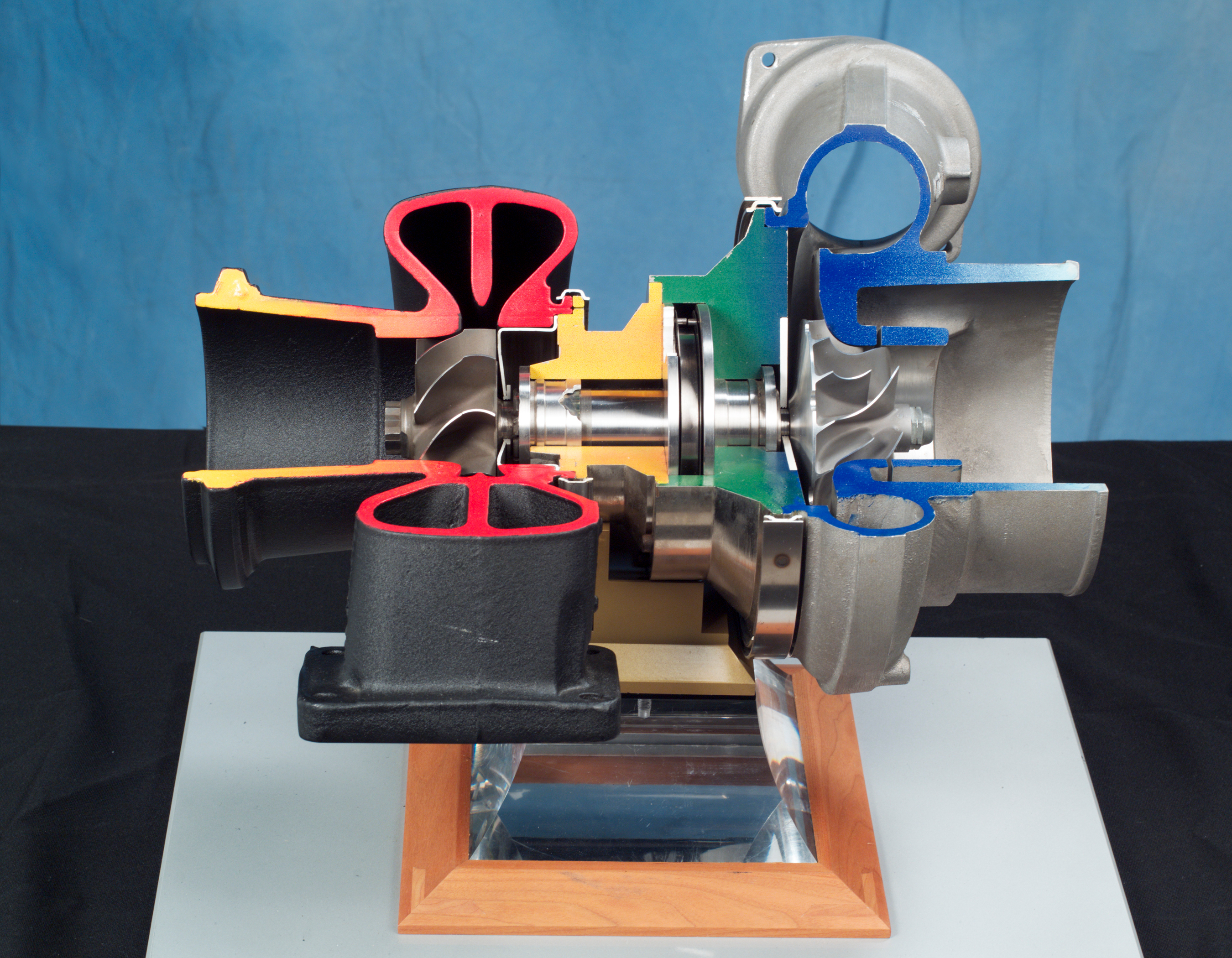
Przekrój turbosprężarki; lewa cz. turbina, prawa cz. sprężarka

Turbosprężarka – maszyna wirnikowa składająca się z turbiny i sprężarki osadzonych na wspólnym wale. Służy do doładowania silnika spalinowego albo kotła parowego. Turbina jest zasilana spalinami z silnika, a sprężone powietrze przez sprężarkę zasila silnik. Turbosprężarka zwiększa sprawność i moc silnika przez wtłoczenie dodatkowego powietrza do komory spalania. Ta poprawa osiągów względem silnika wolnossącego wynika z tego, że sprężarka jest w stanie podać więcej powietrza (co umożliwia podanie większej ilości paliwa) do komory spalania niż jest to w stanie zrobić ciśnienie atmosferyczne.
Turbodoładowanie zostało opatentowane w roku 1905 przez Szwajcara, dr. Alfreda Büchi. Od roku 1923 r. rozwiązanie to było stosowane w wysokoprężnych napędach statków, od roku 1938 w samochodach ciężarowych, zaś od 1973 w osobowych.
Turbosprężarki stosowano także w lotniczych silnikach tłokowych. Do dziś wykorzystuje się je w napędach lokomotyw elektryczno-spalinowych.

## Budowa
Budowa turbosprężarki jest zbliżona do turbiny gazowej, ale nie zawiera komory spalania. Rolę wytwornicy spalin spełnia w tym przypadku silnik spalinowy.
Turbosprężarka składa się z turbiny, czyli tzw. gorącej części (na fotografii z lewej strony, na czerwono) i sprężarki, tzw. chłodnej części (na fotografii z prawej strony, na niebiesko), których wirniki są sztywno połączone wspólnym wałem. Turbina, napędzana gazami wylotowymi z silnika, napędza wirnik sprężarki sprężającej powietrze przed dostarczeniem go do silnika (element generujący doładowanie).

## Zasada działania
Obroty sprężarki, a tym samym i jej stopień sprężania zależą od ilości gazów napędzających turbinę, która przy małym zapotrzebowaniu na moc jest niewielka. Dlatego, gdy gwałtownie wzrasta zapotrzebowanie na moc silnika (zmiana biegu, wciśnięcie gazu w celu przyspieszenia) pomimo dostarczenia dodatkowego paliwa, przez moment, aż sprężarka zostanie rozpędzona sprężanie sprężarki jest małe, przez co silnik przez moment ma małą moc. Dodatkowo w tym czasie z powodu mniejszej ilości dostarczonego powietrza do cylindrów, układ dostarczający paliwo nie może dostarczyć go tyle, co przy statycznym obciążeniu silnika. Efekt mniejszej mocy silnika przy gwałtownym wzroście zapotrzebowania na moc nazywany jest turbodziurą. Usprawnienia konstrukcyjne sprawiają, że dzisiejsze turbosprężarki mają mniejszy moment bezwładności wirnika, a dawkowanie paliwa jest dokładniejsze, przez co efekt turbodziury jest mniejszy.
W celu ograniczenia tego zjawiska stosuje się też sterowanie wydajnością turbosprężarki. Możliwe są tu dwa sposoby – sterowanie ilością spalin przepływających poprzez turbinę lub sterowanie geometrią przepływu.
W pierwszym rozwiązaniu stosuje się zawór obejściowy, który jest sterowany poprzez ciśnienie doładowywania – gdy ciśnienie wytwarzane przez sprężarkę przekracza ustaloną przez konstruktora silnika wartość, zawór otwiera się i przepuszcza część spalin poza wirnikiem turbiny.
Drugim rozwiązaniem jest umieszczenie łopatek sterujących kątem pod jakim spaliny trafiają na łopatki wirnika. Przy małych prędkościach obrotowych silnika, spaliny uderzają w wirnik pod kątem zbliżonym do prostego i jednocześnie łopatki sterujące wytwarzają rodzaj dyszy przyspieszających przepływ spalin. Ograniczenie ciśnienia doładowania polega na kierowaniu strumienia spalin pod coraz ostrzejszym kątem względem łopatek turbiny, przy jednoczesnym poszerzeniu kanału przepływu, co powoduje ograniczenie prędkości spalin. Konstrukcyjnie rozwiązuje się to w ten sposób, że wirnik turbiny otacza rodzaj żaluzji kierujących przepływem spalin.
Pierwotnie ciśnienie doładowywania było sterowane czysto mechanicznie, we współczesnych silnikach samochodowych ciśnieniem steruje sterownik silnika, wykorzystując sygnały z czujników ciśnienia i ilości zassanego powietrza. Elementami wykonawczymi sterującymi zaworami lub żaluzjami są siłowniki pneumatyczne (wykorzystujące podciśnienie) sterowane elektrozaworami lub silniki krokowe – tak jak w silniku 1,2 TSI grupy VW.
W sprężarce rośnie temperatura powietrza w wyniku:
- wzrostu ciśnienia (zgodnie z równaniem adiabaty),
- przepływu ciepła przez elementy konstrukcyjne od gorących spalin do chłodniejszego powietrza.

Jest to zjawisko niekorzystne, gdyż obniża efekt działania turbosprężarki oraz zwiększa temperaturę w momencie spalania. Zwiększenie temperatury wpływa niekorzystnie na elementy silnika, obniża sprawność silnika, jak i zwiększa wydzielanie tlenków azotu. Aby obniżyć temperaturę sprężonego powietrza stosowany jest wymiennik ciepła zwany intercoolerem lub chłodnicą międzystopniową powietrza.

## Typy budowy

### BiTurbo/TwinTurbo
BiTurbo/TwinTurbo odnosi się do turbodoładowanego silnika spalinowego, dla którego dwie turbosprężarki sprężają dopływające powietrze. Istnieją dwie powszechnie stosowane konfiguracje: równoległe BiTurbo i szeregowe TwinTurbo.

#### BiTurbo
Doładowanie BiTurbo jest to system dwóch turbosprężarek działających równolegle, co ma na celu poprawę nadążności pracy urządzenia doładowującego do zmiennych warunków obciążenia. Wraz ze skróceniem czasu reakcji turbosprężarki na chwilowe obciążenia, zakres jej pracy w warunkach nieustalonych ulega zmniejszeniu.
System BiTurbo jest charakterystyczny dla silników o większej pojemności skokowej (ponad 2500 cm³). Niesie on ze sobą zminimalizowanie zjawiska bezwładności turbosprężarki przez zastosowanie dwóch równoległych urządzeń oraz możliwość pokrycia zapotrzebowania na powietrze dla silnika o znacznie większej pojemności. Oddzielny system doprowadzenia powietrza do sprężarek jest pożądany dla silników o większej pojemności skokowej, jako że nie mają one niedostatków momentu obrotowego w zakresie wolnych obrotów, jak to się dzieje w przypadku jednostek o mniejszej pojemności.
Stwierdzenie „równolegle” dotyczące dwóch urządzeń, nie określa sposobu ich połączenia, a wskazuje na jednakową pracę wykonywaną przez dwa takie same urządzenia (równolegle). Możliwe jest zatem zastosowanie takiego układu do silników rzędowych oraz wskazane przy doładowaniu silników widlastych (silniki widlaste Audi np. V6 2.7BiT – każda turbina napędzana jest spalinami z 3 cylindrów – lewa i prawa).

#### TwinTurbo
TwinTurbo jest rozwiązaniem bardzo podobnym do BiTurbo, różniącym się jednak sposobem pracy. Zastosowano dwie turbosprężarki:
1. mniejszą, pracującą w niskim zakresie prędkości obrotowych silnika (do 1500 obr./min),
2. dużą, która w momencie osiągania wyższych prędkości obrotowych załączana jest stopniowo, żeby od prędkości 2500 obr./min odgrywać decydującą rolę w procesie napełniania silnika.

Dzięki zastosowaniu dwóch różnych wielkości turbosprężarek, poprawiono zakres efektywnej pracy urządzenia w całym zakresie obrotów silnika. Mniejsza turbosprężarka, charakteryzująca się małą bezwładnością łopatek, pracuje przy małych obciążeniach silnika i dodatkowo wykorzystuje zjawisko „sprężania wstępnego”, realizowanego przez większą turbosprężarkę. Przełączanie zasilania strugi powietrza na poszczególne turbosprężarki jest realizowane za pomocą pneumatycznie sterowanego zaworu.
W tego typu rozwiązaniach tylko jedna turbina jest nieprzerwanie napędzana przez spaliny, a druga załącza się w chwili odpowiedniego zapotrzebowania na moc i napędza drugą sprężarkę. W tym czasie dwa źródła doładowania pracują według zasady szeregowego TwinTurbo. Zaletą tej techniki jest to, że przy niskich obciążeniach całkowity strumień objętości spalin działa tylko na jedną turbinę, co poprawia współczynnik sprawności źródeł doładowania i zmniejsza turbodziurę. Dodatkową zaletą jest to, że większa turbosprężarka osiąga optymalną prędkość obrotową jeszcze zanim jest potrzebna. Natomiast wadą jest skomplikowany układ kanałów dolotowych i wylotowych. Przykładem wykorzystania tego rozwiązania jest Ford/PSA (DW12BTED4).

## Silniki lotnicze
Zastosowanie turbosprężarki w silniku lotniczym miało na celu, nie tyle wzrost mocy na poziomie lotniska, co zmniejszenie spadku mocy silnika w miarę wzrostu wysokości lotu.
Turbosprężarka ma co najmniej dwie zasadnicze zalety w stosunku do sprężarek mechanicznych:
- turbosprężarka nie pobiera mocy od wału silnika, zaś wzrost oporów wydechu jest pomijalnie mały
- w miarę wzrostu pułapu lotu rośnie różnica ciśnień pomiędzy kolektorem wydechowym a otaczającym powietrzem, przez co moc na wale turbosprężarki rośnie i doładowanie jest efektywniejsze.

Cecha ta nadaje silnikom z turbosprężarkami cechy silnika wysokościowego, co wyraźnie widać na przykładzie takich silników jak np. Pratt & Whitney R-2800 czy mniejszego Wright R-1820. Samoloty wyposażone w takie silniki miały wysoki pułap lotu i dobre właściwości manewrowe na dużej wysokości. Silnik R-2800 miał doładowanie dwusystemowe. Powietrze było wpierw sprężane w turbosprężarce, a następnie mieszanka paliwowo-powietrzna była dodatkowo sprężana w sprężarce mechanicznej, napędzanej od wału silnika. W niektórych silnikach jak Wright R-3350 turbosprężarki przekazywały część mocy na wał silnika, zwiększając jego moc.

### Wielostopniowe turbodoładowanie
Przy wielostopniowym doładowaniu, powietrze jest sprężane przez szereg ustawionych obok siebie sprężarek. Są to zazwyczaj kombinacje sprężarek mechanicznych i turbosprężarek. Osiągnięte spręże mogą być sensownie wykorzystane tylko pod warunkiem znacznie obniżonego ciśnienia zewnętrznego, tak więc technika ta odgrywa rolę tylko przy rozwoju silników lotniczych.
Bardzo istotne jest wzrastające zapotrzebowanie na paliwo, gdy turbosprężarka jest w użyciu. Doprowadzenie przez turbinę większej dawki powietrza do komory cylindrowej, umożliwia spalenie większej dawki paliwa. Niepoprawny bilans pomiędzy paliwem i powietrzem możne doprowadzić do przedwczesnego zdetonowania benzyny (głównie z powodu wysokiej temperatury tworzonej przez turbosprężarkę) i awarii silnika napędzanego benzyną. Zaleca się więc, przy użytku silników turbodoładowanych stosowania benzyny wysokooktanowej, która znacznie obniża to ryzyko.

## Zalety
Turbosprężarka zastosowana w silniku powoduje:
- wzrost sprawności silnika, poprzez wykorzystanie energii gazów wydechowych,
- wzrost wysilenia, przez co silnik o określonej mocy ma mniejsze rozmiary i masę w porównaniu do większego silnika o podobnej mocy,
- lepszą charakterystykę silnika (niższe obroty maksymalnego momentu obrotowego),
- lepsze opłukanie cylindra ze spalin,
- nie występuje odczuwalny spadek mocy w miarę spadku ciśnienia atmosferycznego (większa wysokość pracy silnika).

## Wady
- podczas sprężania zachodzi niekorzystny wzrost temperatury czynnika roboczego (aby temu przeciwdziałać stosuje się chłodnicę w układzie doładowania),
- podczas pracy w szybkozmiennych obciążeniach wydatek turbosprężarki nie zawsze jest dobrany optymalnie do obciążenia (z tego powodu stosuje się układy regulowanych kierownic w sprężarce, zawory upustowe, układy bi-turbo),
- większa złożoność (i przez to awaryjność) silnika, silnik tego typu wymaga więcej miejsca,
- szybsze zużycie podzespołów silnika,
- w starszych konstrukcjach występuje zjawisko turbodziury[2].

W konstrukcji turbosprężarki znaleźć można zarówno zalety, jak i wady. Większość kierowców uważa jednak, że stanowi ona dobre rozwiązanie i skutecznie ułatwia pracę diesli. Użytkownicy pojazdów, wyposażonych w turbo powinni przestrzegać kilku znaczących zasad. Prawidłowa eksploatacja turbosprężarki redukuje ryzyko jej uszkodzenia. Do najbardziej istotnych kwestii zaliczyć można regularną wymianę filtrów i oleju. Znaczna przewaga zalet nad wadami sprawia, że niemal wszystkie obecnie produkowane silniki wysokoprężne są silnikami turbodoładowanymi, a część z nich ma intercooler dla poprawy wskaźnika napełniania cylindra ładunkiem. Turbosprężarki są również coraz chętniej stosowane w silnikach iskrowych, choć mały wydatek spalin i ich wyższa temperatura utrudniają to zastosowanie.